# Никольский Торжок
Никольский Торжок — село в Кирилловском районе Вологодской области. Административный центр Николоторжского сельского поселения и Николо-Торжского сельсовета.
Расстояние до районного центра Кириллова по автодороге — 25 км. Через село проходит федеральная автодорога А119 «Вологда — Медвежьегорск».
Ближайшие населённые пункты — Трофимово, Кузнецово, Паньково, Чебунино.
По переписи 2002 года население — 534 человека (246 мужчин, 288 женщин). Преобладающая национальность — русские (94 %).
В 1927—1931 годах Никольский Торжок был центром Николо-Торжского района.